# Kosmos 2231
Kosmos 2231, ruski vojni fotografski izviđački satelit, iz programa Kosmos. Vrste je Jantar-4K2 (Kobaljt br. 537).
Lansiran je 19. siječnja 1993. godine u 14:49 s kozmodroma Pljesecka u Rusiji. Lansiran je u nisku orbitu oko planeta Zemlje raketom nosačem Sojuz-U 11A511U. Orbita mu je bila 174 km u perigeju i 348 km u apogeju. Orbitna inklinacija bila mu je 67,12°. Spacetrackov kataloški broj je 22317. COSPARova oznaka je 1993-004-A. Zemlju je obilazio u 89,72 minute. Pri lansiranju bio je mase 6600 kg. 
Tijekom leta dvije male filmske kapsule vratio je na Zemlju a glavna kapsula od povratka u atmosferu s preostalim filmom, fotoaparatom i računalnim sustavima krajem leta.
Sletio je na Zemlju 25. ožujka 1993. godine, a dijelovi rakete vratili su se u atmosferu nešto prije.

## Vanjske poveznice
- N2YO.com Search Satellite Database
- Celes Trak SATCAT Format Documentation (engl.)
- Kunstman  Arhivirana inačica izvorne stranice od 12. kolovoza 2019. (Wayback Machine) Satellites in Orbit (engl.)